# ジョニー・ホーヘルラント
ジョニー・ホーヘルラント（Johnny Hoogerland、1983年5月13日 - ）は、オランダ、イエルセク出身の自転車競技（ロードレース）選手。

## 経歴
2001年
- ロンド・ファン・フラーンデレンのジュニア部門で優勝。

2003年、クイックステップ・ダヴィタモン（現 クイックステップ）と契約を結んでプロ転向。しかし以後、主だったレースでの実績は残せなかった。
2005年
- ブリュッセル〜インホーイヘム 3位

2008年
- ヘル・ファン・ヘット・メルヘラント 4位
- ドライヴェンクルス・オヴェライス 3位
- ツール・ド・北海道 総合6位。

2009年、ヴァカンソレイユ・DCMに移籍。
- グランプリ・ドゥヴェルテュール・ラ・マルセイエーズ 5位
- エトワール・ド・ベセージュ 総合4位
- ドリダーフス・ファン・ウェスト＝フラーンデレン 総合優勝。
- ツール・ド・ポローニュ 総合13位。
- グランツールとしては自身初出場となったブエルタ・ア・エスパーニャ 総合12位。
- 世界選手権・個人ロード14位
- ジロ・ディ・ロンバルディア5位。

2010年
- グランプリ・ドゥヴェルテュール・ラ・マルセイエーズ 2位
- ツール・メディテラネアン 総合3位
- ツール・ド・ポローニュ 山岳賞
- ドライヴェンクルス・オヴェライス 4位
- ツアー・オブ・ブリテン 総合5位

2011年
- エトワール・ド・ベセージュ 総合3位
- ブラバントス・パイル 4位

2012年
- ヴォルタ・アン・アルガルヴェ 総合9位
- ブエルタ・ア・ムルシア 総合7位
- ティレーノ〜アドリアティコ 総合5位
- ドライヴェンクルス・オヴェライス 3位

2013年
- オランダ選手権 ロードレース 優勝

## 走り
2009年のブエルタでたびたび見せたアタックを中心に、序盤で逃げに回るのが得意なルーラー。同年のジロ・ディ・ロンバルディアでも中盤でアタックをかけ追走集団を形成、最後はエースに飲み込まれたもののしぶとく追いすがり5位と、ある程度の登坂力も持ち合わせている。